# Esperó (cuina)

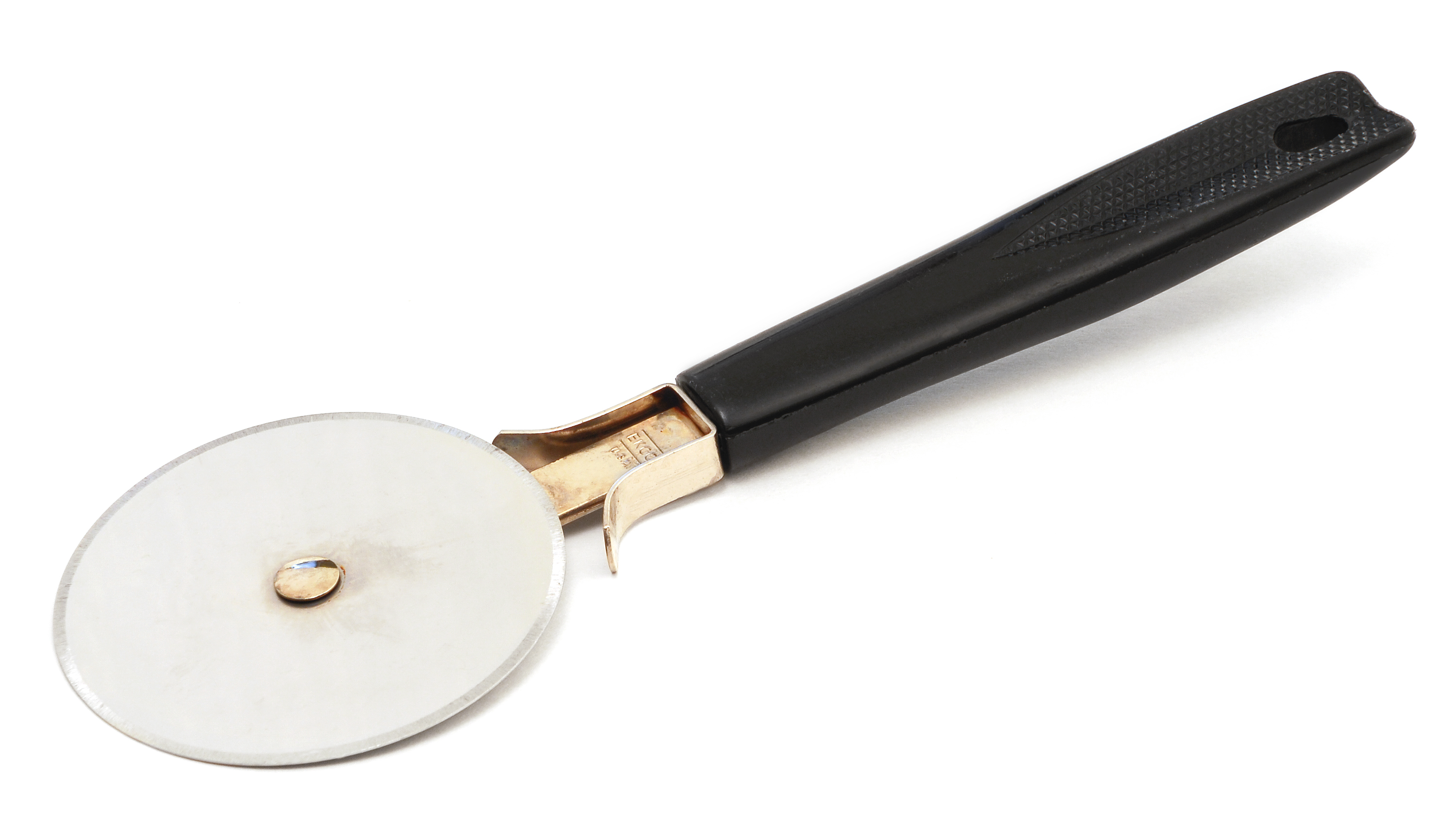
Un tallador de pizza, estri semblant

Un esperó de cuiner o de pastisser, tallador de pasta, tallapasta o rodet és un rodet acanalat, generalment de fusta dura o de plàstic, muntat a l'extrem d'un mànec, amb l'eix perpendicular a aquest, que serveix per a retallar vetes de pasta, tires dentades o coques. S'empra per a confeccionar bunyols, coques, panades, crespells, raviolis i altres peces de pastisseria.